# 新栄台
新栄台（しんえいだい）とは、北海道江別市の町丁。郵便番号は069-0806。人口は4,192人、世帯数は1,543世帯（2023年12月1日現在）。丁目の設定のない単独町名である。住居表示は全域で未実施。

## 地理
新栄台は函館本線の北西側に位置する地域で、町の北西部の境界線は北海道道110号江別インター線である。

## 歴史

### 年表
- 2008年（平成20年）
  - 10月11日 - 「元野幌」の一部が「新栄台」に町名地番変更[5]。

### 町名の変遷
町名の変遷は以下の通りである。
| 実施後 | 実施年月日     | 実施前（各町名ともその一部） |
| ------ | -------------- | ---------------------------- |
| 新栄台 | 2008年10月11日 | 元野幌                       |

## 世帯数と人口
2023年（令和5年）12月1日現在の世帯数と人口は以下の通りである。
| 町丁   | 世帯      | 人口    |
| ------ | --------- | ------- |
| 新栄台 | 1,543世帯 | 4,192人 |
| 計     | 1,543世帯 | 4,192人 |

### 人口の変遷
国勢調査による人口の推移。
| 2010年（平成22年） | 3,748人 | [ 6 ] |  |
| 2015年（平成27年） | 4,364人 | [ 7 ] |  |
| 2020年（令和2年）  | 4,575人 | [ 8 ] |  |

### 世帯数の変遷
国勢調査による世帯数の推移。
| 2010年（平成22年） | 998世帯   | [ 6 ] |  |
| 2015年（平成27年） | 1,220世帯 | [ 7 ] |  |
| 2020年（令和2年）  | 1,354世帯 | [ 8 ] |  |

## 小・中学校の通学区
小・中学校の通学区は以下の通り。
| 町丁   | 字・番地 | 小学校     | 中学校     |
| ------ | -------- | ---------- | ---------- |
| 新栄台 | 全域     | 対雁小学校 | 中央中学校 |

## 施設

### 公共・公的施設
- 江別市立中央中学校（新栄台57）[10]

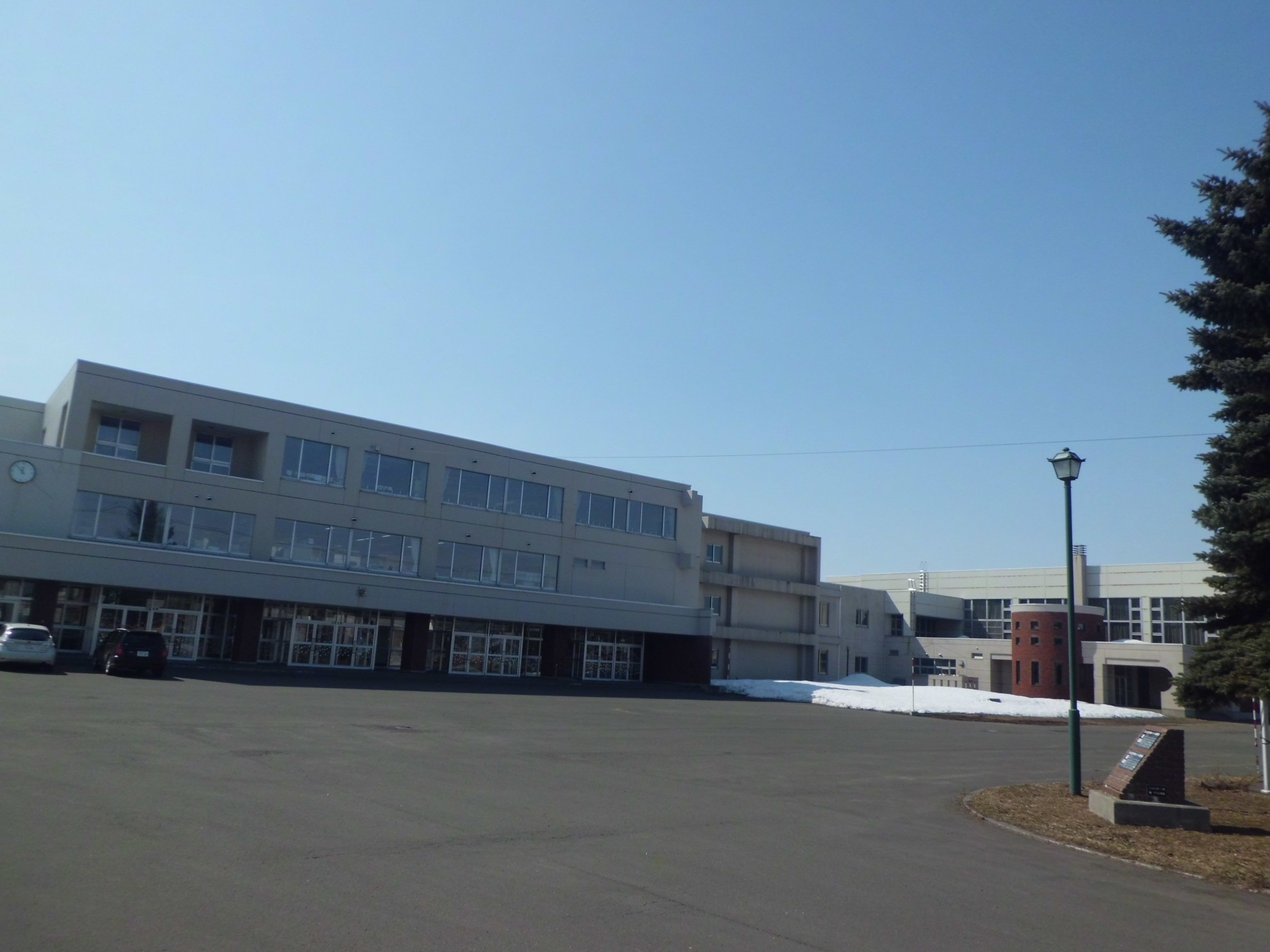
江別市立中央中学校

### 公園
- あおだも公園（新栄台8-2）[11]
- あかなら公園（新栄台4-2）[11]
- こでまり公園（新栄台79）[11]
- つりばな公園（新栄台42）[11]
- はくうんぼく公園（新栄台71）[11]
- むくげ公園（新栄台60）[11]

### 企業・店舗
- ローソン 江別新栄台（新栄台46-6）[12]

### 医療・福祉
- 友愛記念病院（新栄台46-1）[13]
- 介護老人保健施設 友愛ナーシングホーム（新栄台46-12）[14]
- ケアハウス ゆうあい（新栄台46-12）[14]
- 特別養護老人ホーム 静苑ホーム（新栄台46-10）[14]
- 新栄台グリーン薬局（新栄台46-2）[15]
- 新栄台歯科クリニック（新栄台67-21）[16]

### その他
- 北海道農業共済組合連合会 研修所（新栄台92）[17]

## 交通

### 鉄道
- 鉄道駅は町内には存在しない[18]。最寄り駅は函館本線の野幌駅[18]。
  -  北海道旅客鉄道
    - ■函館本線

### バス
- 町内にr北海道中央バスの路線がある[19]。

### 道路
- 一般国道

- - 町内に一般国道は存在しない[20]

- 一般道道
  - 北海道道110号江別インター線[20]

- 都市計画道路
  - 3・2・336 道道江別インター線[20][21]